# Хассерт, Курт
Эрнст Эмиль Курт Хассерт (нем. Ernst Emil Kurt Hassert; 15 марта 1868, Наумбург, Заале — 5 ноября 1947, Лейпциг) — немецкий географ, профессор Дрезденского университета; сторонник германского колониализма, автор книги «Колонии Германии» (1899).

## Биография
Курт Хассерт получал высшее образование в Лейпциге и Берлине; во время учебы он стал членом студенческого братства Суевиа Лейпциг (Burschenschaft Suevia Leipzig). Его самым известным учителем был Фридрих Ратцель. Кандидатская диссертация Хассерта была посвящена исследованиям Арктики и Антарктики («Die Nordpolargrenze der bewohnten und bewohnbaren Erde», 1891). В 1895 он защитил докторскую диссертацию, после чего начал читать лекции в Лейпцигском университете — свою вступительную лекцию он провел на тему «Миграция эскимосов»; в 1898 году он работал доцентом в местной бизнес-школе.
В 1899 году Хассерт переехал в Тюбинген, после чего — с 1902 по 1917 год — состоял полным профессором в «Handelshochschule Köln» — в данный период своей жизни он совершил целый ряд путешествий, в том числе: в Трансильванию (1902—1903), в Италию (1903), в Северную Америку (1904 и 1910) и по Британские островам (1912—1913). Кроме того, в 1905 году он принял участие в Итальянском колониальном конгрессе в Асмэре и впоследствии исследовал Эритрею. С 1917 года работал в Дрезденском техническом университете. 11 ноября 1933 года Эрнст Хассерт был среди более 900 ученых и преподавателей немецких университетов и вузов, подписавших «Заявление профессоров о поддержке Адольфа Гитлера и национал-социалистического государства». Уже после выхода на пенсию, он — незадолго до своей смерти в 1947 году — вернулся преподавателем в университет Лейпцига, в связи с призванием на военную службу Николауса Кройтцбурга (Nikolaus Creutzburg, 1893—1978). Несмотря на преклонный возраст и многочисленные болезни, пытался выполнять свои педагогические и административные обязанности даже с больничной койки.
В дополнение к полярным регионам, научными интересами Хассерта являлись Балканы и Африканский континент. Его специализацией являлись социально-экономическая география и география транспорта. После того как сам Хассерт, еще в студенческие годы, увлекся идеей колониализма, он много писал — начиная со своих первых небольших публикаций — о немецких колониях в Африке; в общем, колониальная география была ключевой темой целого ряда его лекций. В обширном труде «Колонии Германии» (Deutschlands Kolonien), опубликованном в 1899 году, он сумел в доступной форме изложить географию немецких колониальных владений — и тем самым охватить своим профессиональным трудом широкую читательскую аудиторию.

## Работы
- Die Nordpolargrenze der bewohnten und bewohnbaren Erde, Diss. 1891.
- Reise durch Montenegro nebst Bemerkungen über Land und Leute. Mit 30 Abb. nach den Aufnahmen des Verfassers und einer Karte. A Hartleben´s Verlag, Wien/Pest/Leipzig 1893 (онлайн)
- Beiträge zur physischen Geographie von Montenegro mit besonderer Berücksichtigung des Karstes. Mit 4 Tafel, einer Skizze im Text. Justus Perthes, Gotha 1895.
- Deutschlands Kolonien. Erwerbungs- und Entwickelungsgeschichte, Landes- und Volkskunde und wirtschaftliche Bedeutung unserer Schutzgebiete. Mit 8 Tafeln, 31 Abb. im Text, 6 Karten. Dr. Seele & Co., Leipzig 1899 (2. Aufl. 1910).
- Die Polarforschung. Geschichte der Entdeckungsreisen zum Nord- und Südpol von den ältesten Zeiten bis zur Gegenwart. Mit 6 Karten auf 2 Tafeln. B. G. Teubner, Leipzig 1902 (2. Auflage 1907, letzte Aufl. 1956).
- Die neuen deutschen Erwerbungen in der Südsee. Die Karolinen, Marianen und Samoa-Inseln. Nachtrag zu Deutschlands Kolonien. Dr. Seele & Co., Leipzig 1903.
- Landeskunde des Königreichs Württemberg. G. J. Göschen, Leipzig 1903. (2. umgearb. Aufl. 1913).
- Die Städte geographisch betrachtet. Mit 21 Abb. B. G. Teubner, Leipzig 1907.
- Landeskunde und Wirtschaftsgeographie des Festlandes Australien. G. J. Göschen, Berlin & Leipzig 1907.
- Das Kamerungebirge, Mitteilungen aus den deutschen Schutzgebieten Bd. XXIV 1911.
- Allgemeine Verkehrsgeographie. G. J. Göschen, Berlin & Leipzig 1913.
- Das Türkische Reich. Politisch, geographisch und wirtschaftlich. J. C. B. Mohr, Tübingen 1918.
- Wesen und Bildungswert der Wirtschaftsgeographie. Ernst Siegfried Mittler und Sohn, Berlin 1919.
- Die Vereinigten Staaten von Amerika als politische und wirtschaftliche Weltmacht geographisch betrachtet. J. C. B. Mohr, Tübingen 1922.
- Die Erforschung Afrikas, Wilhelm Goldmann Verlag, Leipzig 1941 (2. Aufl. 1943).